# Sophie Hyde

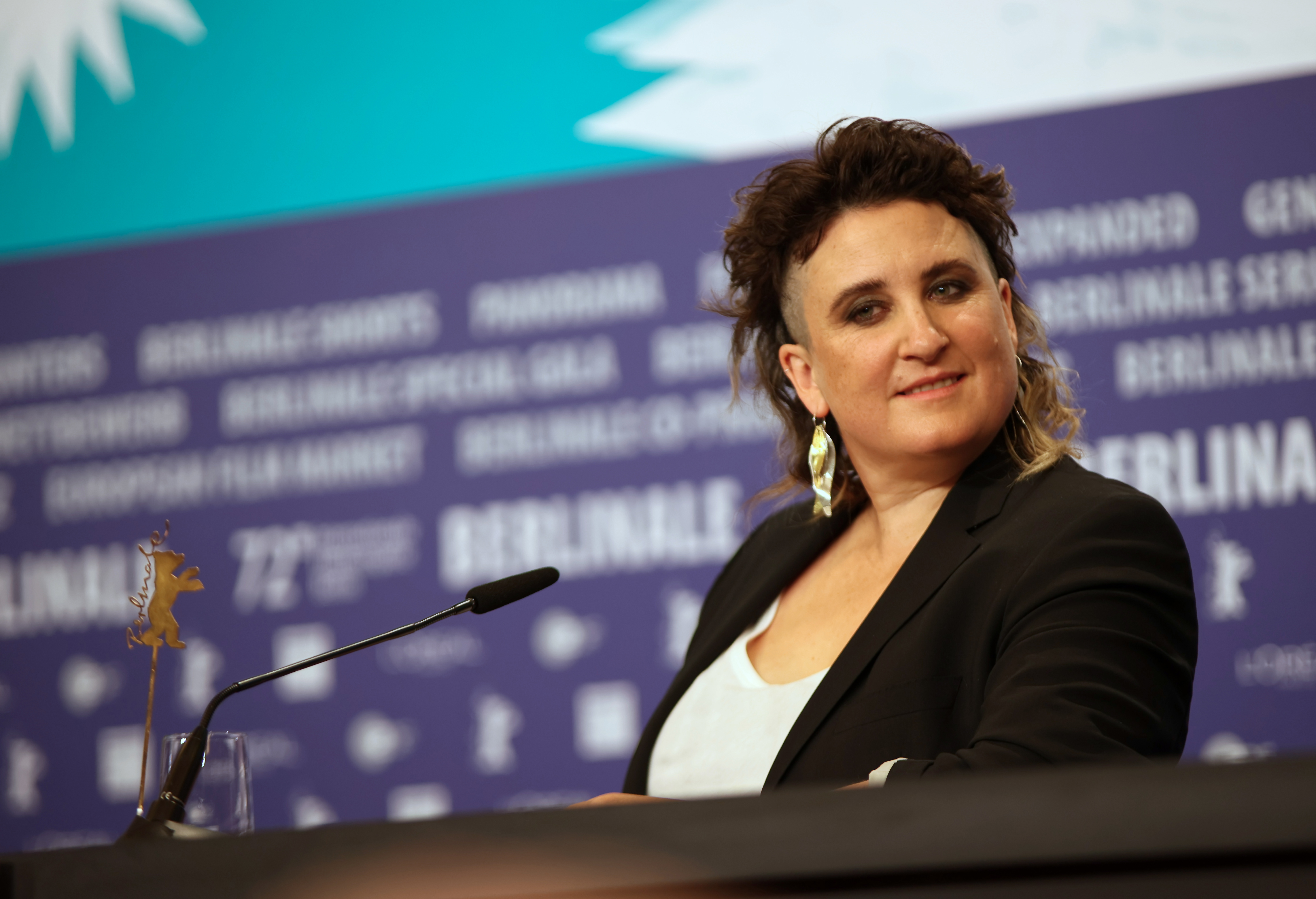
Sophie Hyde bei der Vorstellung ihres Films Meine Stunden mit Leo bei der Berlinale 2022

Sophie Hyde (* 1977 in Adelaide) ist eine australische Filmregisseurin und -produzentin und Drehbuchautorin.

## Leben
Sophie Hyde wurde 1977 in Adelaide geboren. Das Spielfilmdebüt der Australierin 52 Tuesdays wurde 2014 bei den Internationalen Filmfestspielen in Berlin gezeigt und mit einem Gläsernen Bären in der Sektion Generation ausgezeichnet. Für den Film gewann sie außerdem den Regiepreis beim Sundance Film Festival. Sie ist Gründungsmitglied des Filmkollektivs Closer Productions, realisierte mehrere erfolgreiche abendfüllende Dokumentarfilme und ist Creator, Produzentin und Regisseurin der mehrfach ausgezeichneten Fernsehserien F*!#ing Adelaide und The Hunting.
Im Jahr 2019 feierte ihr Spielfilm Animals beim Sundance Film Festival seine Premiere. Im Januar 2022 stellte sie dort ihren Film Meine Stunden mit Leo mit Emma Thompson in der weiblichen Hauptrolle vor. Im Februar 2022 wurde der Film bei den Internationalen Filmfestspiele in Berlin vorgestellt. In Vorbereitung auf das Projekt sprachen sie und ihr männlicher Hauptdarsteller Daryl McCormack, der in der Titelrolle Leo Grande spielt, mit echten Sexarbeitern, um den Beruf im Film authentischer darstellen zu können. Hyde sagte, die Erfahrung habe ihr tiefen Respekt für das Können und die Sorgfalt gegeben, die viele Sexarbeiterinnen in ihren Beruf einbringen. „Ich war erstaunt, wie geschickt diese Leute, mit denen ich sprach, darin waren, einen anderen Menschen zu verstehen und zu lesen, besonders wenn es um Dinge wie ihren Körper und ihre Sexualorgane geht“, so Hyde.

## Filmografie
- 2005: Ok, Let’s Talk About Me (Dokumentarkurzfilm, Regie und Drehbuch)
- 2006: The Road to Wallaroo (Dokumentarkurzfilm, Regie)
- 2007: My Last Ten Hours with You (Kurzfilm, Regie)
- 2008: Risking It All (Dokumentarserie, Regie)
- 2009: Necessary Games (Kurzfilm, Regie)
- 2010: Elephantiasis (Kurzfilm, Regie)
- 2011: Tanja – Life in Movement (Dokumentarfilm, Regie und Drehbuch)
- 2013: 52 Tuesdays (Regie und Drehbuch)
- 2017: Fucking Adelaide (Fernsehserie, 6 Folgen Regie und Drehbuch)
- 2019: Animals (Regie)
- 2019: In My Blood It Runs (Dokumentarfilm)
- 2022: Meine Stunden mit Leo (Good Luck to You, Leo Grande, Regie)
- 2025: Jimpa (Regie, Drehbuch und Produktion)

## Auszeichnungen
British Academy Film Award
- 2023: Nominierung als Bester britischer Film (Meine Stunden mit Leo)

British Independent Film Award
- 2022: Nominierung als Bester britischer Independent-Film (Meine Stunden mit Leo)
- 2022: Nominierung für die Beste Regie (Meine Stunden mit Leo)[5]

Internationale Filmfestspiele Berlin
- 2014: Auszeichnung mit dem Leserpreis der Siegessäule „Else“ bei den Teddy Awards (52 Tuesdays)

Provincetown International Film Festival
- 2022: Auszeichnung als Bester Spielfilm mit dem Publikumspreis (Meine Stunden mit Leo)[6]